# Montana Mountain
Montana Mountain är ett berg i Kanada.   Det ligger i territoriet Yukon, i den västra delen av landet, 4 100 km väster om huvudstaden Ottawa. Toppen på Montana Mountain är 2 205 meter över havet.
Terrängen runt Montana Mountain är bergig åt nordost, men åt sydväst är den kuperad. Montana Mountain är den högsta punkten i trakten. Trakten runt Montana Mountain är nära nog obefolkad, med mindre än två invånare per kvadratkilometer.. Närmaste större samhälle är Carcross, 12,0 km norr om Montana Mountain.
Trakten runt Montana Mountain består i huvudsak av gräsmarker.